# Акин, Фатих
Фати́х Аки́н (нем. Fatih Akin, тур. Fatih Akın, правильная транскрипция: Фа́тих Акы́н, род. 25 августа 1973 года, Гамбург) — немецкий кинорежиссёр турецкого происхождения, сценарист, продюсер и актёр.

## Биография
Фатих Акын родился в Гамбурге в семье турецких рабочих иммигрантов. У него есть родной брат, Джем Акын   (тур. Cem Akın), который также является актёром и снимается в некоторых фильмах брата.
В 2000 году Акын окончил Гамбургский Университет изящных искусств по специальности "Визуальные коммуникации".
Во время учёбы в университете дебютировал как режиссёр в 1998 году с полнометражным фильмом «Быстро и без боли», за который получил награды «Бронзовый леопард» в Локарно (Швейцария) и «Pierrot» в Мюнхене (как лучший молодой режиссёр). Затем последовали фильмы «В июле» (2000, в российском прокате «Солнце Ацтеков») и «Солино» (2002) с актёром Морицем Блайбтроем.
Четвёртый полнометражный фильм Акына — «Головой о стену» (2004) — имел большой успех и получил несколько наград, среди которых «Золотой медведь» Берлинского кинофестиваля. Надо сказать, что это был долгий перерыв с момента получения такой высокой награды режиссёрами из Германии, однако, несмотря на турецкое происхождение, это привело Акына на высшую ступень уважения и признания среди немецкой режиссёрской элиты и принесло мировую известность.
В 2005 Акын снял документальный фильм о Стамбуле «По ту сторону Босфора» (ориг. название «Crossing the Bridge: The Sound of Istanbul»), рассмотрев город сквозь призму различных музыкальных течений, от популярных коммерческих исполнителей до уличных артистов и музыкантов, играющих запрещённую в Турции курдскую музыку. В этом фильме также снялся Александр Хаке — музыкант группы Einstürzende Neubauten, ранее уже работавший с Акыном над саундтреком к фильму «Головой о стену» в качестве звукорежиссёра.
В 2005 Акын был членом жюри Каннского кинофестиваля; в 2007 году участвовал в нём с фильмом «На краю рая» и получил приз за лучший сценарий.
В сентябре 2009 года, во время Венецианского кинофестиваля, Акын представил свой новый фильм (кинокомедию) «Душевная кухня», уже отойдя от привычного сюжета трилогий и "турецкой" тематики. "Душевная кухня" - это история о двух братьях-неудачниках, немецких греках Зиносе и Илиасе Казанзакисах, на поприще рестораторского дела и личных отношений.
Его новый фильм, на этот раз уже документальный, под названием «Мусор в райском саду» (ориг. название «Müll im Garten Eden» - нем.) был представлен во внеконкурсной программе на 65 Каннском кинофестивале в мае 2012 года. Фильм повествует об исторической родине режиссёра, небольшой деревеньке Чамбурну на восточном побережье Турции недалеко от границы с Грузией, медленно превращающейся в мусорную свалку по вине администрации.

## Фильмография
- 1995 — нем. «Sensin — Du bist es!»
- 1996 — нем. «Getürkt»
- 1998 — «Быстро и без боли» / нем. «Kurz und schmerzlos»
- 2000 — «Солнце Ацтеков» / нем. «Im Juli»
- 2001 — нем. «Denk ich an Deutschland — Wir haben vergessen zurückzukehren»
- 2002 — «Солино» / Solino
- 2004 — «Головой о стену» / нем. «Gegen die Wand»
- 2004 — «Видение Европы» / англ. «Visions of Europe» (сборник) — новелла нем. «Die alten bösen Lieder»
- 2005 — «По ту сторону Босфора» / англ. «Crossing the Bridge: The Sound of Istanbul»
- 2007 — «На краю рая» / нем. «Auf der anderen Seite», тур. «Yaşamın Kıyısında», англ. «The Edge of Heaven»
- 2009 — «Нью-Йорк, я люблю тебя» / англ. «New York, I Love You» (коллективный проект) — новелла «Чайна-таун» (англ. Chinatown)
- 2009 — «Германия 09» / нем. «Deutschland 09» (коллективный проект) — новелла «Моё имя — Мурат Курназ» (нем. Der Name Murat Kurnaz)
- 2009 — «Душевная кухня» / англ. «Soul Kitchen»
- 2012 — «Отбросы в райском саду» / англ. «Garbage in the Garden of Eden» (документальный)
- 2014 — «Шрам» / англ. «The Cut»
- 2016 — «Гуд бай, Берлин!» / нем. «Tschick»
- 2017 — «На пределе» / нем. «Aus dem Nichts»
- 2019 — «Золотая перчатка» / нем. «Der Goldene Handschuh»
- 2022 — «Золото Рейна» / нем. «Rheingold»

### Компьютерные игры
- 2025 — Death Stranding 2: On the Beach — «Доллмэн» (модель)

## Награды и номинации
Берлинский международный кинофестиваль
- 2004 — «Золотой медведь» и Приз ФИПРЕССИ — фильму «Головой о стену».

Каннский кинофестиваль
- 2007 — номинация на «Золотую пальмовую ветвь» фильма «На краю рая».
- 2007 — приз за лучший сценарий к фильму «На краю рая».